# Naoki Yamamoto
Naoki Yamamoto (山本尚貴?) (Utsunomiya, Japón; 11 de julio de 1988) es un piloto de automovilismo japonés.

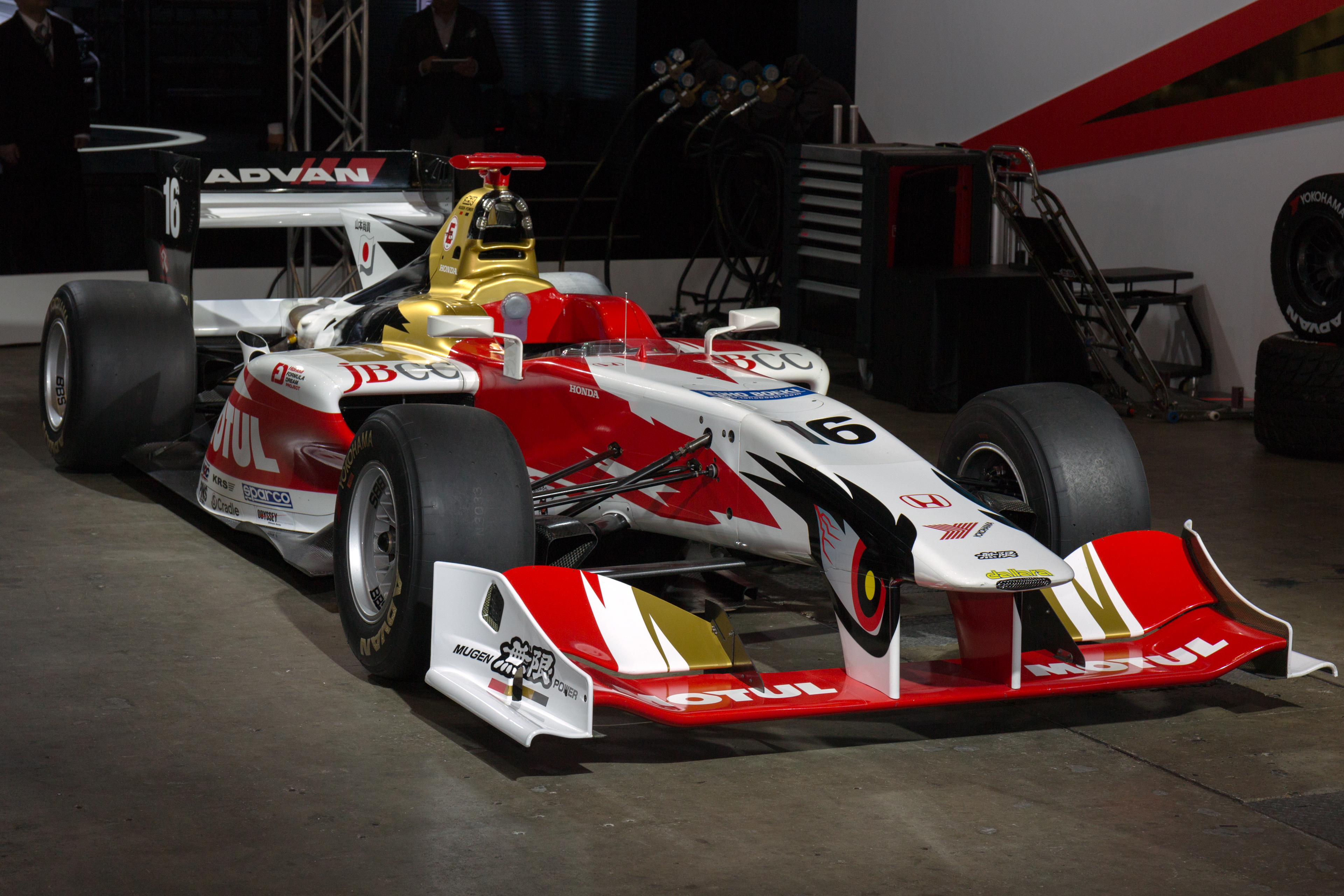
Dallara SF14 de Yamamoto de 2017.

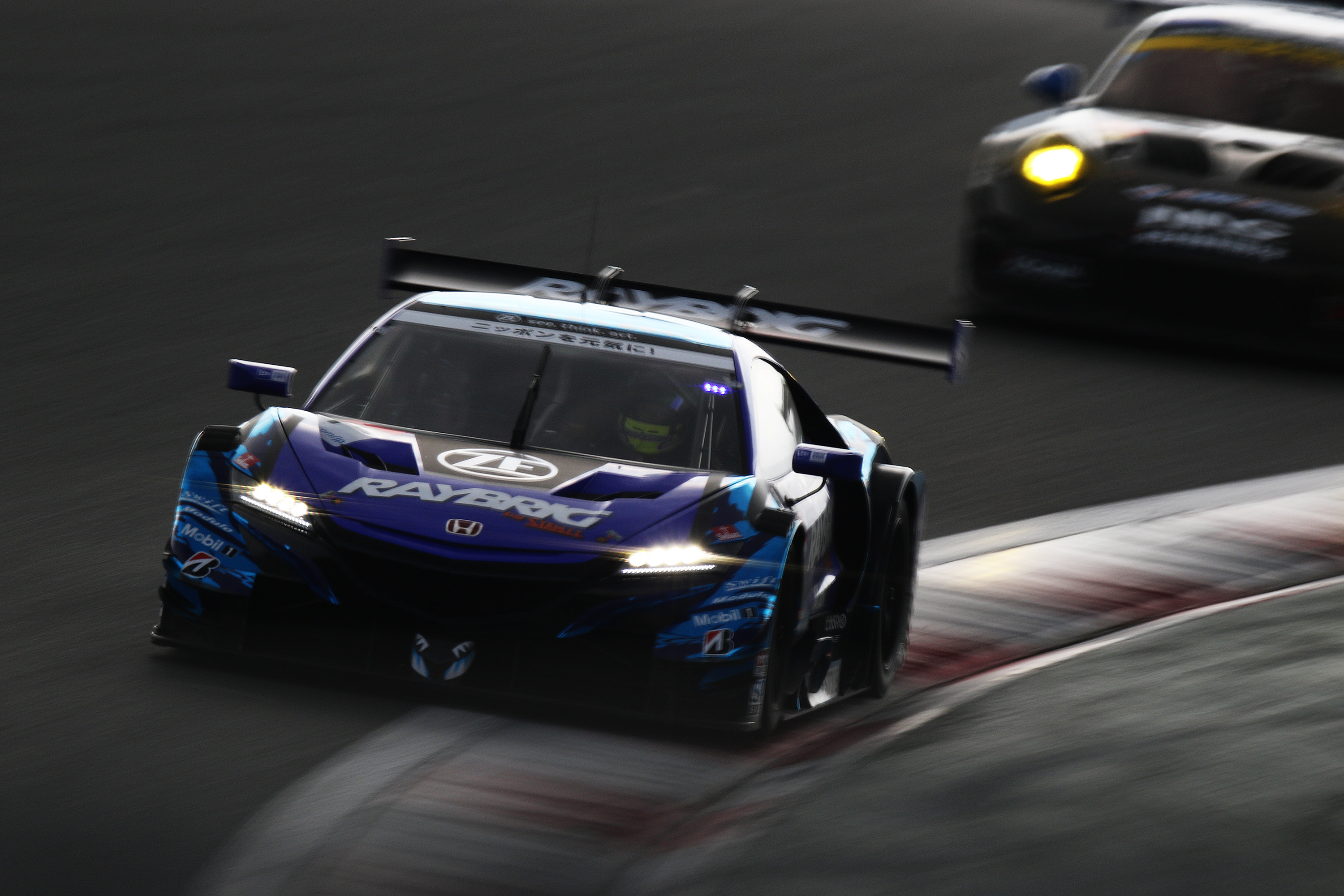
Honda NSX-GT de Yamamoto de 2019.

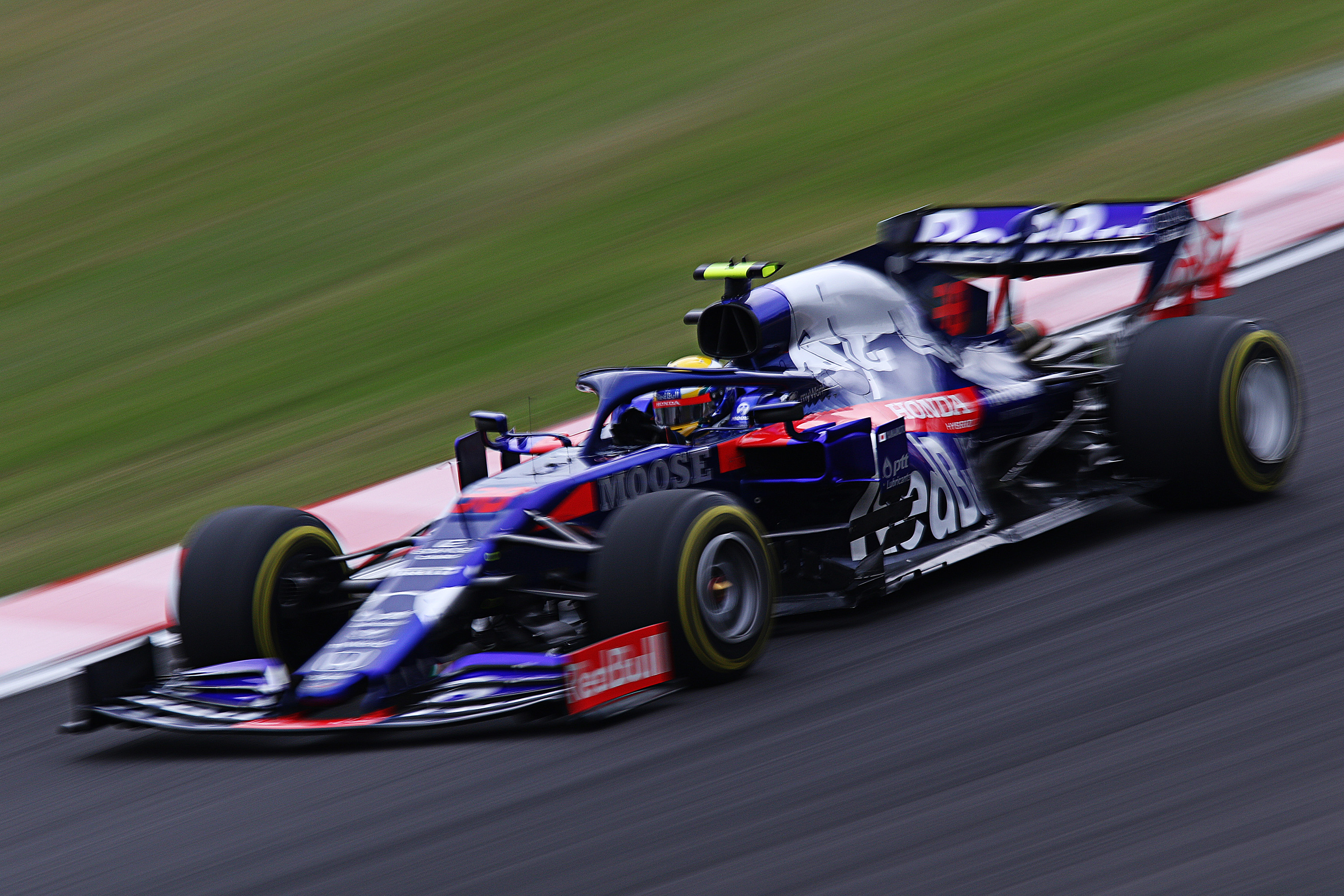
Yamamoto en los libres de GP de Japón, a bordo del STR14.

Comenzó en el karting en 2004. Tres años más tarde llegó a Fórmula Challenge Japón. En 2009 ganó la Clase Nacional del Campeonato de Fórmula 3 Japonesa.
Debutó al año siguiente en Super GT Japonés con Team Kunimitsu y Fórmula Nippon con Nakajima Racing. Fue campeón de Super Fórmula en 2013, 2018 y 2020 y de Super GT en 2018 y 2020.
Yamamoto participó como tercer piloto en los entrenamientos del Gran Premio de Japón de 2019, con Toro Rosso.

## Resultados

### Super GT Japonés
(Clave) (negrita indica pole position) (cursiva indica vuelta rápida)

| Año     | Equipo                 | Automóvil        | Clase | 1       | 2       | 3       | 4       | 5       | 6       | 7      | 8      | Pos. | Puntos |
| ------- | ---------------------- | ---------------- | ----- | ------- | ------- | ------- | ------- | ------- | ------- | ------ | ------ | ---- | ------ |
| 2010    | Team Kunimitsu         | Honda HSV-010 GT | GT500 | SUZ 3   | OKA 8   | FUJ 10  | SEP 5   | SUG 8   | SUZ 3   | FUJ C  | MOT 6  | 8.º  | 40     |
| 2011    | Team Kunimitsu         | Honda HSV-010 GT | GT500 | OKA 2   | FUJ 12  | SEP 7   | SUG 7   | SUZ Ret | FUJ 5   | AUT 14 | MOT 4  | 9.º  | 37     |
| 2012    | Team Kunimitsu         | Honda HSV-010 GT | GT500 | OKA 2   | FUJ 2   | SEP 6   | SUG 8   | SUZ 11  | FUJ 12  | AUT 8  | MOT 9  | 5.º  | 43     |
| 2013    | Dome Racing            | Honda HSV-010 GT | GT500 | OKA 5   | FUJ 10  | SEP 4   | SUG Ret | SUZ 1   | FUJ 5   | AUT 5  | MOT 7  | 4.º  | 56     |
| 2014    | Dome Racing            | Honda NSX-GT     | GT500 | OKA 5   | FUJ 10  | AUT 7   | SUG 8   | FUJ 1   | SUZ 3   | BUR 5  | MOT 3  | 4.º  | 64     |
| 2015    | Team Kunimitsu         | Honda NSX-GT     | GT500 | OKA 2   | FUJ Ret | CHA Ret | FUJ 5   | SUZ 5   | SUG 1   | AUT 11 | MOT 3  | 3.º  | 60     |
| 2016    | Raybrig Team Kunimitsu | Honda NSX-GT     | GT500 | OKA 10  | FUJ Ret | SUG 10  | FUJ 3   | SUZ 7   | CHA 10  | MOT 10 | MOT 12 | 14.º | 20     |
| 2017    | Team Kunimitsu         | Honda NSX-GT     | GT500 | OKA Ret | FUJ 6   | AUT 3   | SUG 9   | FUJ 8   | SUZ 3   | CHA 7  | MOT 5  | 7.º  | 45     |
| 2018    | Team Kunimitsu         | Honda NSX-GT     | GT500 | OKA 2   | FUJ 9   | SUZ 2   | CHA 11  | FUJ 5   | SUG 1   | AUT 5  | MOT 3  | 1.º  | 78     |
| 2019    | Team Kunimitsu         | Honda NSX-GT     | GT500 | OKA 15≠ | FUJ 3   | SUZ 13  | CHA 13  | FUJ 2   | AUT Ret | SUG 8  | MOT 6  | 8.º  | 37     |
| 2020    | Team Kunimitsu         | Honda NSX-GT     | GT500 | FUJ 6   | FUJ 5   | SUZ 2   | MOT 5   | FUJ 5   | SUZ Ret | MOT 3  | FUJ 1  | 1.º  | 69     |
| 2021    | Team Kunimitsu         | Honda NSX-GT     | GT500 | OKA 8   | FUJ 4   | MOT 1   | SUZ     | SUG     | AUT     | MOT    | FUJ    | 2.º* | 32*    |
| Fuente: |                        |                  |       |         |         |         |         |         |         |        |        |      |        |

- ≠ Se otorgó la mitad de puntos ya que no se cumplió con el 75% de la carrera.
- * Temporada en progreso.

### Fórmula Nippon/Campeonato de Super Fórmula Japonesa
(Clave) (negrita indica pole position) (cursiva indica vuelta rápida)

| Año     | Equipo                       | 1       | 2       | 3       | 4       | 5       | 6      | 7      | 8       | 9       | Pos. | Puntos |
| ------- | ---------------------------- | ------- | ------- | ------- | ------- | ------- | ------ | ------ | ------- | ------- | ---- | ------ |
| 2010    | Nakajima Racing              | SUZ 7   | MOT 5   | FUJ 7   | MOT 4   | SUG Ret | AUT 5  | SUZ 6  | SUZ 5   |         | 7.º  | 20.5   |
| 2011    | Team Mugen                   | SUZ Ret | AUT 5   | FUJ 9   | MOT 14  | SUZ C   | SUG 11 | MOT 12 | MOT Ret |         | 11.º | 5      |
| 2012    | Team Mugen                   | SUZ 7   | MOT 7   | AUT 9   | FUJ 12  | MOT Ret | SUG 14 | SUZ 15 | SUZ Ret |         | 11.º | 4      |
| 2013    | Team Mugen                   | SUZ 4   | AUT 3   | FUJ 3   | MOT 8   | SUG 3   | SUZ 1  | SUZ 3  |         |         | 1.º  | 37     |
| 2014    | Team Mugen                   | SUZ 11  | FUJ Ret | FUJ 5   | FUJ 5   | MOT 15  | AUT 7  | SUG 7  | SUZ 7   | SUZ 6   | 9.º  | 14.5   |
| 2015    | Team Mugen                   | SUZ 15  | OKA 4   | FUJ 12  | MOT 8   | AUT 7   | SUG 2  | SUZ 14 | SUZ 1   |         | 5.º  | 26     |
| 2016    | Team Mugen                   | SUZ 1   | OKA 5   | FUJ Ret | MOT 8   | OKA 10  | OKA 6  | SUG 14 | SUZ 19  | SUZ Ret | 8.º  | 15.5   |
| 2017    | Team Mugen                   | SUZ 2   | OKA 5   | OKA 8   | FUJ Ret | MOT 13  | AUT 16 | SUG 18 | SUZ C   | SUZ C   | 9.º  | 10.5   |
| 2018    | Team Mugen                   | SUZ 1   | AUT C   | SUG 1   | FUJ 8   | MOT 7   | OKA 10 | SUZ 1  |         |         | 1.º  | 38     |
| 2019    | DoCoMo Team Dandelion Racing | SUZ 2   | AUT 2   | SUG 1   | FUJ 12  | MOT 9   | OKA 7  | SUZ 5  |         |         | 2.º  | 33     |
| Fuente: |                              |         |         |         |         |         |        |        |         |         |      |        |

| Año  | Escudería                    | 1    | 2    | 3    | 4    | 5    | 6    | 7    | 8    | 9    | 10   | Pos. | Puntos | Ref.   |
| ---- | ---------------------------- | ---- | ---- | ---- | ---- | ---- | ---- | ---- | ---- | ---- | ---- | ---- | ------ | ------ |
| 2020 | DoCoMo Team Dandelion Racing | MOT  | OKA  | SUG  | AUT  | SUZ1 | SUZ2 | FUJ  |      |      |      | 1.º  | 62     | [ 7 ]  |
| 2020 | DoCoMo Team Dandelion Racing | 13   | 5    | 3    | 2    | 1    | Ret  | 5    |      |      |      | 1.º  | 62     | [ 7 ]  |
| 2021 | TCS Nakajima Racing          | FUJ  | SUZ1 | AUT  | SUG  | MOT1 | MOT2 | SUZ2 |      |      |      | 13.º | 13     | [ 8 ]  |
| 2021 | TCS Nakajima Racing          | 6    | 8    | 9    | 12   | 12   | Ret  | 9    |      |      |      | 13.º | 13     | [ 8 ]  |
| 2022 | TCS Nakajima Racing          | FUJ1 | FUJ1 | SUZ1 | AUT  | SUG  | FUJ2 | MOT  | MOT  | SUZ2 | SUZ2 | 10.º | 32     | [ 9 ]  |
| 2022 | TCS Nakajima Racing          | 14   | 14   | 9    | 14   | 12   | 9    | 1    | 16   | 11   | 6    | 10.º | 32     | [ 9 ]  |
| 2023 | TCS Nakajima Racing          | FUJ1 | FUJ1 | SUZ1 | AUT  | SUG  | FUJ2 | MOT  | SUZ2 | SUZ2 |      | 13.º | 14     | [ 10 ] |
| 2023 | TCS Nakajima Racing          | 4    | 15   | 11   | 9    | 13   | 7    | Ret  |      |      |      | 13.º | 14     | [ 10 ] |
| 2024 | PONOS Nakajima Racing        | SUZ1 | AUT  | SUG  | FUJ1 | MOT  | FUJ2 | FUJ2 | SUZ2 | SUZ2 |      | 8.º  | 41     | [ 11 ] |
| 2024 | PONOS Nakajima Racing        | 3    | 4    | DNS  | 10   | 4    | 8    | Ret  | 7    | 6    |      | 8.º  | 41     | [ 11 ] |

### Fórmula 1
(Clave) (negrita indica pole position) (cursiva indica vuelta rápida)

| Año     | Escudería                 | 1   | 2   | 3   | 4   | 5   | 6   | 7   | 8   | 9   | 10  | 11  | 12  | 13  | 14  | 15  | 16  | 17     | 18  | 19  | 20  | 21  | Pos. | Puntos |
| ------- | ------------------------- | --- | --- | --- | --- | --- | --- | --- | --- | --- | --- | --- | --- | --- | --- | --- | --- | ------ | --- | --- | --- | --- | ---- | ------ |
| 2019    | Red Bull Toro Rosso Honda | AUS | BHR | CHN | AZE | ESP | MON | CAN | FRA | AUT | GBR | GER | HUN | BEL | ITA | SIN | RUS | JPN TD | MEX | USA | BRA | ABU |      |        |
| Fuente: |                           |     |     |     |     |     |     |     |     |     |     |     |     |     |     |     |     |        |     |     |     |     |      |        |